# Liste der Baudenkmale in Didderse
In der Liste der Baudenkmale in Didderse sind alle Baudenkmale der niedersächsischen Gemeinde Didderse aufgelistet. Die Quelle der  Baudenkmale ist der Denkmalatlas Niedersachsen. Der Stand der Liste ist der 7. Januar 2021.

## Allgemein
In den Spalten befinden sich folgende Informationen:
- Lage: die Adresse des Baudenkmales und die geographischen Koordinaten. Kartenansicht, um Koordinaten zu setzen. In der Kartenansicht sind Baudenkmale ohne Koordinaten mit einem roten Marker dargestellt und können in der Karte gesetzt werden. Baudenkmale ohne Bild sind mit einem blauen Marker gekennzeichnet, Baudenkmale mit Bild mit einem grünen Marker.
- Bezeichnung: Bezeichnung des Baudenkmales
- Beschreibung: die Beschreibung des Baudenkmales. Unter § 3 Abs. 2 NDSchG werden Einzeldenkmale und unter § 3 Abs. 3 NDSchG Gruppen baulicher Anlagen und deren Bestandteile ausgewiesen.
- ID: die Objekt-ID des Baudenkmales
- Bild: ein Bild des Baudenkmales, ggf. zusätzlich mit einem Link zu weiteren Fotos des Baudenkmals im Medienarchiv Wikimedia Commons. Wenn man auf das Kamerasymbol klickt, können Fotos zu Baudenkmalen aus dieser Liste hochgeladen werden:

## Didderse

### Einzelbaudenkmale
| Lage                                        | Bezeichnung     | Beschreibung | ID       | Bild |
| ------------------------------------------- | --------------- | --- | -------- | ---- |
| Vor der Kirche 52° 22′ 45″ N, 10° 24′ 15″ O | St.-Viti-Kirche | Vierachsiger spätklassizistischer Saalbau in Bruchstein, verputzt unter Satteldach mit schiefergedecktem Dachreiter im Westen. Hohe, rundbogige Sprossenfenster sowie Portal im Westen. | 33924969 |      |